# SuperSonics de Seattle
Les SuperSonics de Seattle (Seattle SuperSonics en anglais, raccourci en Seattle Sonics), est une franchise américaine de basket-ball de la NBA basée à Seattle (État de Washington) entre 1967 et 2008.
La franchise remporte un unique titre de NBA dans son histoire, en 1979 contre les Bullets de Washington. De 1978 à 1985, la mascotte des Sonics est un wheedle, de 1993 à 2008 leur mascotte est un sasquatch, autre nom du Bigfoot.
L'équipe est la propriété de Sam Schulman entre 1967 et 1983, avant d'être rachetée par Barry Ackerley entre 1983 et 2001, puis par le Basketball Club of Seattle (avec à sa tête Starbucks et Howard Schultz) en 2001. Elle est acquise en 2006 par l'homme d'affaires Clay Bennett d'Oklahoma City qui obtient le droit de délocaliser la franchise pour la saison 2008-2009, de Seattle à Oklahoma City. La franchise s'appelle désormais le Thunder d'Oklahoma City. Le nom et les couleurs des SuperSonics restent propriété de la ville de Seattle, ce qui n'exclut pas le retour un jour de l'équipe.

## Historique de la franchise
Le club fait ses débuts en NBA en octobre 1967, en même temps que les Rockets de San Diego. Le nom de la franchise, « SuperSonics », est choisi à l'issue d'un concours local. Sur 25 000 réponses, SuperSonics est revenu plus de 200 fois, en référence à l'implantation de Boeing dans la ville. Le surnom du club est aussi régulièrement contracté en « Sonics ». Le premier logo du club est conçu par l'agence publicitaire de David Stern, ancien commissaire de la NBA.
Seattle compte dans ses rangs Walt Hazzard, Bob Weiss, Rod Thorn et sélectionne Al Tucker avec le sixième choix de la draft, et Bob Rule avec le septième. Sous la houlette de l'entraîneur Al Bianchi, Hazzard, après trois saisons en demi-teinte chez les Lakers de Los Angeles, explose enfin chez les Sonics et finit meilleur marqueur du club avec 24 points de moyenne (6e de la ligue) et 6 passes décisives par match (4e de la ligue). Le bilan final, de 23 victoires pour 59 défaites, est typique d'une expansion team et reste actuellement le pire de l'histoire du club.

### 1968-1976: l'ère Wilkens

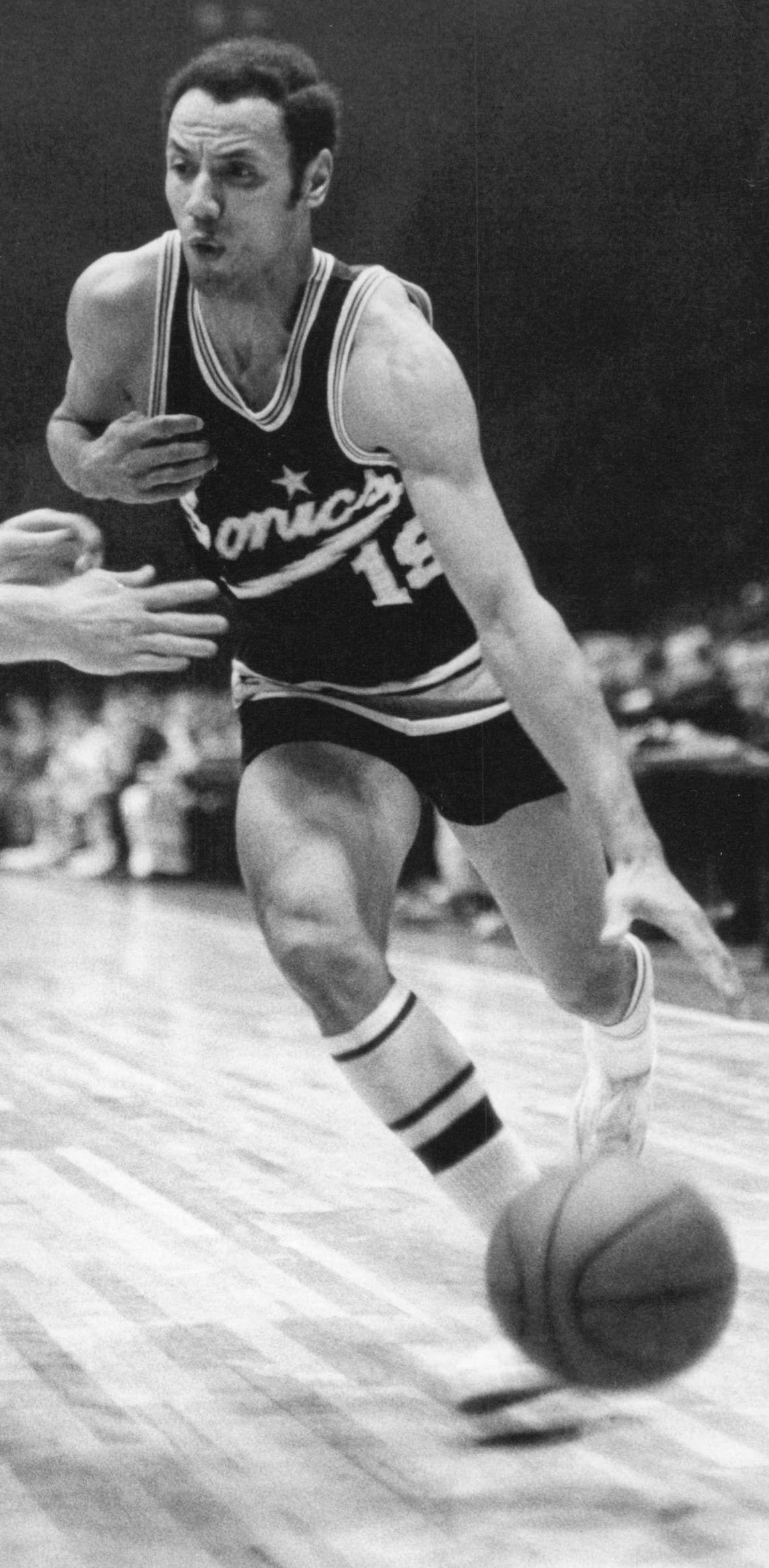
Lenny Wilkens en 1968, sous le maillot des SuperSonics de Seattle.

Walt Hazzard est échangé à Atlanta durant l'intersaison pour Lenny Wilkens. Wilkens ne déçoit pas en enregistrant 22 points et 8 passes décisives (second dans la ligue) de moyenne. Le meilleur marqueur du club est Bob Rule avec 24 points de moyenne. Mais les performances individuelles de ces deux stars influencent relativement peu les résultats du club qui termine la saison avec 30 victoires. L'entraîneur Al Bianchi est alors limogé durant l'intersaison et est remplacé par Lenny Wilkens, qui officie désormais en tant que joueur-entraîneur. Le club montre ainsi des signes de progression, alors que Wilkens mène la ligue aux passes décisives. Les résultats s'améliorent encore avec 36 victoires pour 46 défaites à la fin de la saison 1969-1970.
La progression continue pour la saison 1970-1971 avec 38 victoires. Lenny Wilkens est nommé MVP du All-Star Game, mais la grande nouvelle pour le club est la signature de Spencer Haywood, qui a écrasé la concurrence dans la ligue concurrente de la NBA, l'ABA (il est le meilleur marqueur et le meilleur rebondeur de ce championnat). Les Sonics ont dû batailler dur avec les Pistons de Détroit qui détenaient ses droits, mais Haywood est finalement autorisé à rejoindre les Sonics, où il tourne à 20,6 points de moyenne sur 33 matchs.
Haywood devient vite un joueur dominant dans la ligue, avec 26,2 points de moyenne en 1971-1972. Mais si le bilan annuel des Sonics s'améliore encore avec 47 victoires pour 35 défaites (première saison à plus de 50 % de victoires dans l'histoire du club), le club ne se qualifie pas pour les playoffs. Durant l'intersaison, Lenny Wilkens est échangé aux Cavaliers de Cleveland contre Butch Beard. Ce mouvement marque un arrêt dans la progression du club qui ne remporte que 26 matchs en 1972-1973 en dépit des performances de Spencer Haywood (troisième marqueur de la ligue avec 29,2 points de moyenne).
Les Sonics tentent de rebondir pour la saison 1973-1974 avec la signature comme entraîneur et General Manager du légendaire Bill Russell. L'arrivée de l'ancien pivot des Celtics est bénéfique au club qui termine avec 36 victoires, 10 de plus que la saison précédente. L'ascension continue la saison suivante et, pour la première fois de leur existence, les Sonics se qualifient pour les playoffs avec un bilan de 43 victoires pour 39 défaites, bien favorisé par une série de 7 victoires consécutives sur la fin de saison. Ils battent même les Pistons de Détroit au premier tour en 3 manches sèches avant d'être éliminés par les futurs champions, les Warriors de Golden State.

### 1976-1989: Le titre puis le déclin
Lors des drafts de 1976 et 1977, les Sonics vont recruter successivement l'arrière Dennis Johnson et le pivot Jack Sikma, deux jeunes joueurs qui vont grandement contribuer à la réussite de l'équipe. Mais ce sont surtout les judicieux transferts réalisés par les dirigeants au cours de l'été 1977 qui vont vraiment changer le visage de la franchise. Au cours de cette intersaison, ils récupèrent le très prometteur arrière Gus Williams en provenance des Warriors de Golden State. Ils renforcent aussi la raquette avec la signature du vétéran deux fois champion Paul Silas et du jeune pivot Marvin Webster. Ils font également signer l'ailier John Johnson pour la polyvalence de son jeu. Le meneur Fred Brown est le seul joueur titulaire de l'ancien effectif qui est conservé.
Après un début de saison calamiteux sous les ordres de Bob Hopkins (5-17), Lenny Wilkens reprend les rênes de l'équipe et enchaîne les victoires pour finir la saison régulière sur un très bon bilan. Il égale ainsi le record de victoires de la franchise (47-35) qu'il avait atteint en 1971-1972 en tant qu'entraîneur-joueur. C'est au cours de cette saison que Gus Williams se révèle comme l'un des meilleurs arrières de la ligue. Les Sonics poursuivent leur saison lors des playoffs en battant sur une série en trois matchs les Lakers de Kareem Abdul-Jabbar. Lors des demi-finales de conférence, ils viennent à bout des Blazers, l'équipe champions en titre, en remportant le premier match à l'extérieur. Ce qui leur permet de prendre l’avantage du terrain et de venir à bout de leurs adversaires à domicile. Sur un scénario similaire, ils font chuter les Nuggets en finale de conférence. Cette année-là, la finale oppose deux outsiders. Les Sonics s'inclinent sur une série très serrée face aux Bullets de Washington, emmenés par le très prolifique duo composé d'Elvin Hayes et de Bob Dandridge.
Lors de l'intersaison 1978, les Sonics ne modifient quasiment pas leur effectif. Ils échangent seulement Marvin Webster contre le puissant ailier fort Lonnie Shelton qui apporte sous le panier une intensité non négligeable afin de suppléer le vieillissant Paul Silas et surtout pour répondre au défi physique que représente un joueur tel qu'Elvin Hayes. Au cours de la saison 1978-1979 l'équipe établit un nouveau record de victoires (52-30) et finit avec le meilleur bilan défensif de la ligue. La réussite de l'équipe est aussi basée sur un jeu collectif efficace avec cinq joueurs à plus de trois passes décisives et sept joueurs à plus de dix points de moyenne par match. Dennis Johnson et Jack Sikma vont continuer à progresser au cours de cette saison et s'affirmer comme des titulaires indiscutables. Lors du premier tour des playoffs, les Sonics battent facilement les Lakers (4-1) et enchaînent sur une série très disputée face aux Suns (4-3). En finale ils retrouvent leurs adversaires de l'année précédente qu'ils dominent assez facilement bien que ces derniers aient l'avantage du terrain. Dennis Johnson est nommé MVP des Finals.
La saison suivante, les Sonics gardent le même effectif et réalisent une très bonne saison en établissant un nouveau record de victoires (56-26). Malgré cela les playoffs sont beaucoup plus compliqués et chaque tour est disputé jusqu'au dernier match. En finale de conférence, ils sont confrontés aux Lakers qui viennent de drafter Earvin « Magic » Johnson. Avec celui-ci aligné aux côtés de Kareem Abdul-Jabbar et Jamaal Wilkes, les Lakers brisent la défense des Sonics qui finissent sur quatre défaites consécutives (1-4), ce qui laisse augurer un avenir incertain.
Effectivement, la saison 1980-1981 commence très mal. Le groupe est complètement déstructuré avec le transfert de Dennis Johnson et l'absence de Gus Williams qui n'arrive pas à s'entendre avec la direction pour son contrat et qui manque toute la saison, à quoi s'ajoute le départ à la retraite de Paul Silas. L'absence des deux marqueurs et la disparition de l'influence stabilisatrice du vétéran conduisent à une saison chaotique au bout de laquelle ils finissent derniers de leur division (34-48).

### 1989-1998: l'ère Kemp/Payton
Avec l'arrivée de Shawn Kemp en 1989 et de Gary Payton en 1990, les Sonics vont connaître une nouvelle période dorée qui va durer jusqu'en 1998. Sous l'impulsion de l'entraîneur George Karl et de joueurs comme Nate McMillan, Detlef Schrempf, Sam Perkins ou Hersey Hawkins pour entourer Kemp et Payton, les Sonics vont développer un jeu à la fois spectaculaire et très efficace. En 1996, ils atteignent la finale NBA mais perdent contre les Bulls de Chicago.
À la suite du départ de plusieurs joueurs majeurs à partir de 1997 (Shawn Kemp est échangé en 1997, Nate McMillan prend sa retraite sportive en 1998...), les Sonics entrent dans une période morose marquée par des conflits entre management et propriétaire, et des résultats décevants.

## La fin après 41 ans à Seattle

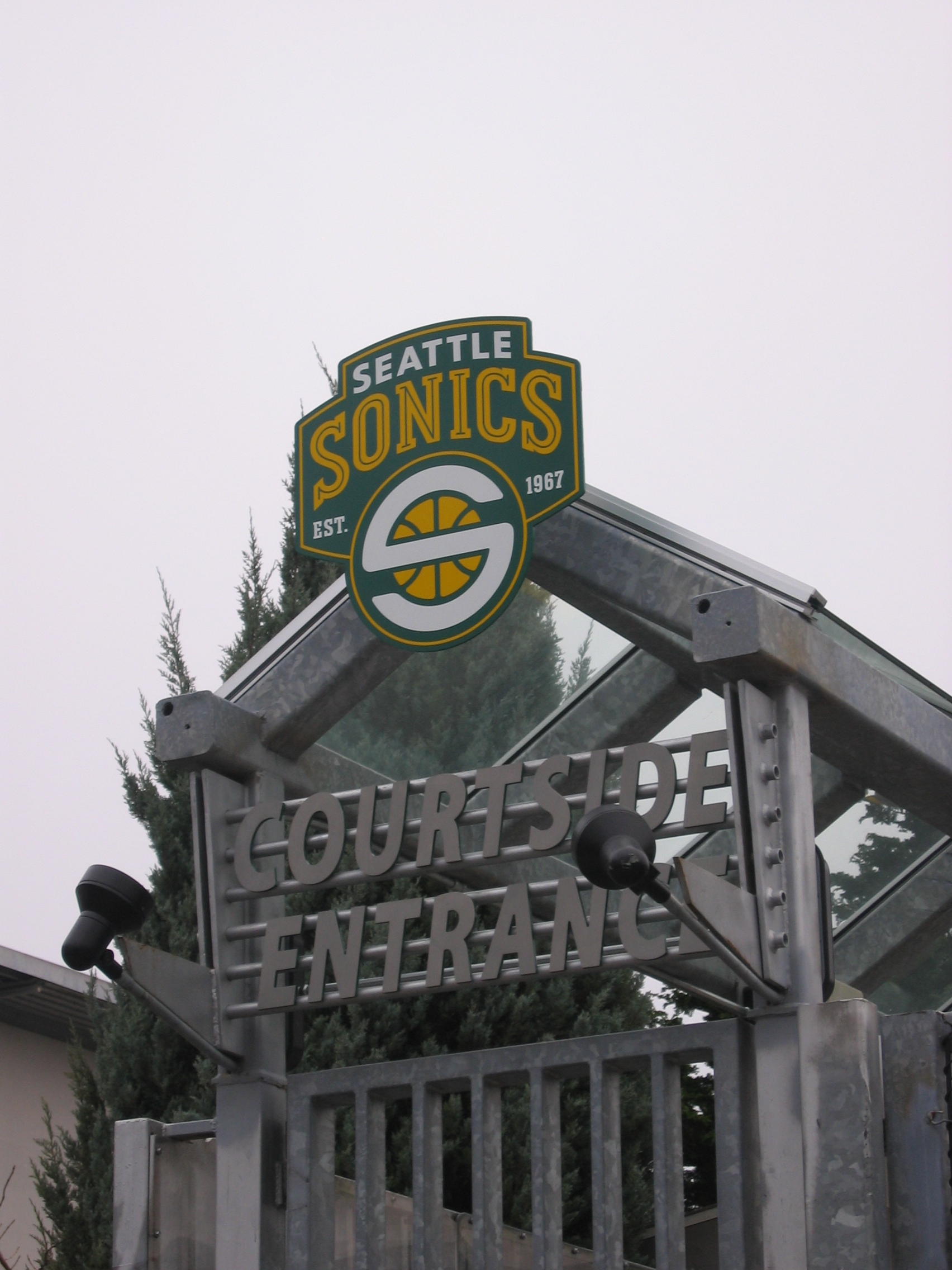
Entrée de l'enceinte des Sonics

Depuis 2006, le club est aux mains d'un homme d'affaires d'Oklahoma City, Clay Bennett, qui souhaitait amener l'équipe dans sa ville, laquelle a accueilli les Pelicans de La Nouvelle-Orléans pendant la saison 2005-2006 à la suite de l'ouragan Katrina. Outre les résultats médiocres des dernières années, le club souffrait en effet de difficultés pour réunir la somme nécessaire (environ 500 millions de dollars) pour la construction d'une nouvelle salle, plus moderne et plus grande que l'actuelle Key Arena. La NBA finit par accéder à la demande de déménagement le 18 avril 2008 (les propriétaires des clubs votent par 28 à 2 en sa faveur). Le changement s'est fait dès la saison 2008-2009 malgré le contrat de location de leur salle qui courait jusqu'en 2010. Les résistances ont été nombreuses, de la part des supporters de Seattle, mais aussi de Howard Schultz, président directeur-général de Starbucks, et ancien propriétaire du club, qui entend poursuivre les investisseurs d'Oklahoma City qui, selon lui, n'auraient pas respecté une des clauses du contrat de vente qui stipulait qu'ils devaient « faire des efforts sincères » (good-faith effort) pour garder l'équipe à Seattle. Le 2 juillet 2008, l'annonce officielle du déménagement des SuperSonics est confirmée. L'équipe est depuis installée dans la ville d'Oklahoma City. La franchise a changé de couleurs et pris le nom du Thunder d'Oklahoma City : aux termes des conditions à l'accord de déménagement, la ligue s'est réservé la possibilité de réimplanter une franchise à Seattle, et a donc souhaité garder en disponibilité le nom « Supersonics » ainsi que les couleurs du club.

## Couleurs et symboles

### Logos successifs

Logotype des SuperSonics (1975-1995)
Logotype des SuperSonics (1995-2001)
Logotype des SuperSonics (2001-2008)

### Maillots
|                 | maillot Domicile · maillot Domicile |  |
| Domicile shorts |                                     |  |
|                 |                                     |  |
| Domicile        |                                     |  |

|                  | maillot Extérieur · maillot Extérieur |  |
| Extérieur shorts |                                       |  |
|                  |                                       |  |
| Extérieur        |                                       |  |

|                   | maillot Alternatif · maillot Alternatif |  |
| Alternatif shorts |                                         |  |
|                   |                                         |  |
| Alternatif        |                                         |  |

## Palmarès
- Champion NBA (1) : 1979.

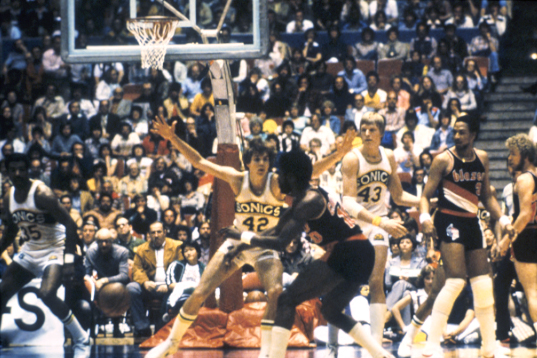
Match vers 1978.

- Finaliste NBA (2) : 1978 et 1996.
- Champion de la Conférence Ouest (3) : 1978, 1979 et 1996.
- Champion de la Division Pacifique (5) : 1979, 1994, 1996, 1997 et 1998.
- Champion de la Division Nord-Ouest (1) : 2005.
- 6 titres de champion de division au total.

## Maillots retirés
- 1 - Gus Williams
- 10 - Nate McMillan
- 19 - Lenny Wilkens
- 24 - Spencer Haywood
- 32 - Fred Brown
- 43 - Jack Sikma